# Ge en sol
Ge en sol är titeln på Ted Gärdestads sista singel, utgiven år 1994.
Låten utgör det första spåret på Gärdestads sista studioalbum Äntligen på väg från 1994. Det blev den första och enda singeln från albumet och därmed även låten som fick störst framgångar. 
Musiken komponerades av Ted Gärdestad själv, med text av brodern Kenneth.
Melodin låg på Svensktoppen i 10 veckor under perioden 10 december 1994.-18 februari 1995.

### Fotnoter
1. ↑  ”Ge en sol”. Svensk mediedatabas. 25 februari 1994. http://smdb.kb.se/catalog/id/001506680. Läst 15 maj 2012.
2. ↑  ”Äntligen på väg”. Svensk mediedatabas. 25 februari 1994. http://smdb.kb.se/catalog/id/001506926. Läst 15 maj 2012.
3. ↑  ”Svensktoppslistan”. Sveriges Radio. 25 februari 1994. http://sverigesradio.se/Diverse/AppData/Isidor/files/2023/3490.txt. Läst 15 maj 2012.
4. ↑  ”Svensktoppslistan”. Sveriges Radio. 25 februari 1995. http://sverigesradio.se/Diverse/AppData/Isidor/files/2023/3491.txt. Läst 15 maj 2012.